# Le sol est en lave

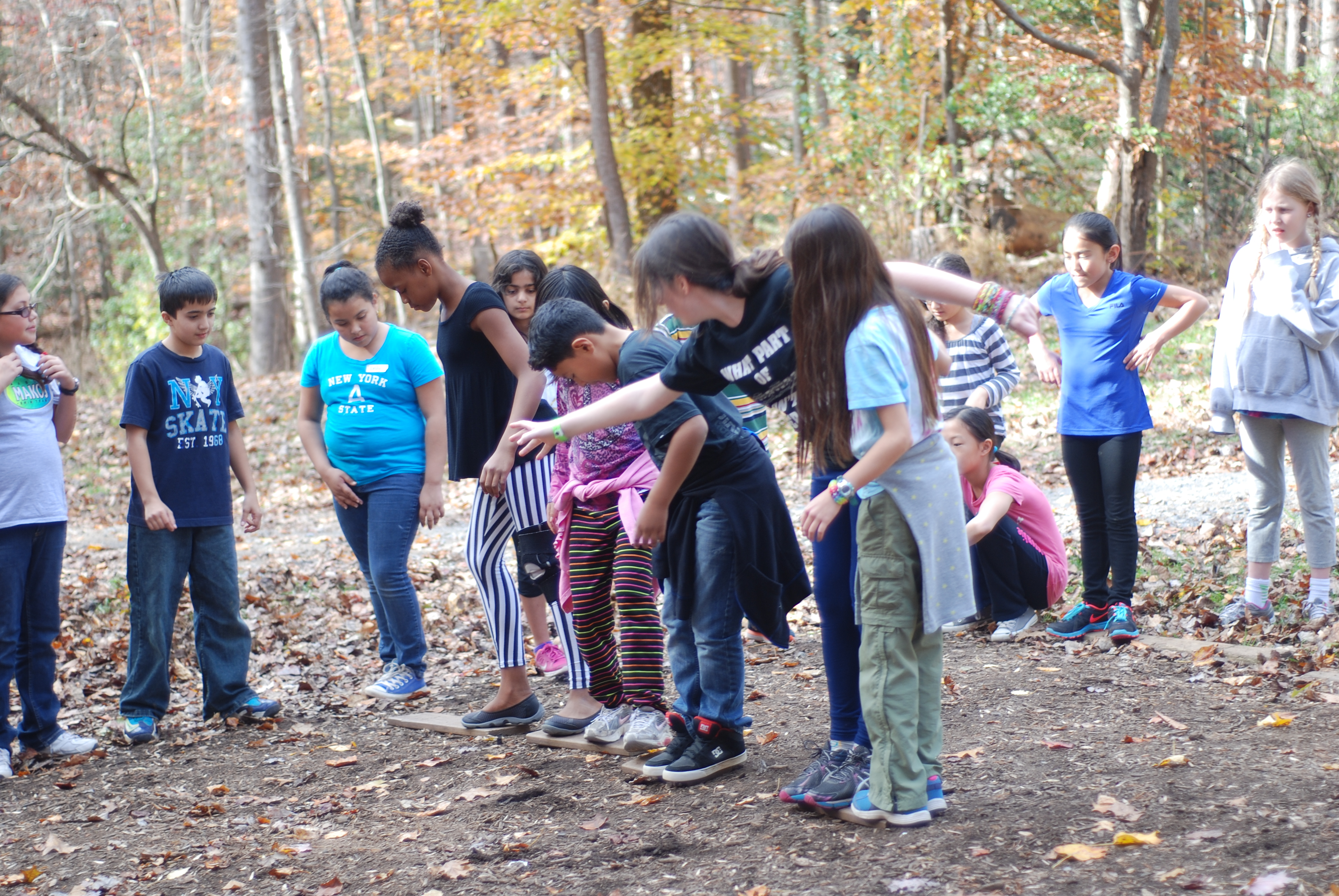
Le jeu de la traversée du marais, en anglais Swamp Crossing, où les enfants doivent mettre au point une stratégie d'équipe pour traverser le « marais » à l'aide d'un nombre limité d'îlots (planches en bois), sans se noyer (toucher le sol).

Le sol est en lave est un jeu enfantin, dans lequel les joueurs s'imaginent que la surface du sol est constituée de lave (ou dans des variantes du jeu, d'acide, de sables mouvants, de marais). Le but du jeu est d'éviter de toucher le sol, en montant sur des meubles ou en utilisant l'architecture du lieu. 
Les joueurs ne peuvent généralement pas rester à la même place et sont tenus de passer d'un meuble à l'autre. Le jeu peut être joué en groupe ou seul. Il peut même y avoir un but, un endroit que les joueurs cherchent à atteindre. Le jeu peut également être joué en plein air dans les cours de récréation ou dans des endroits similaires. Les joueurs peuvent également définir des obstacles pour rendre le jeu plus difficile. C'est une variation du jeu du parcours du combattant.
Généralement, toute personne peut commencer le jeu simplement en criant « Le sol est en lave ! ».[réf. nécessaire]

## Variantes

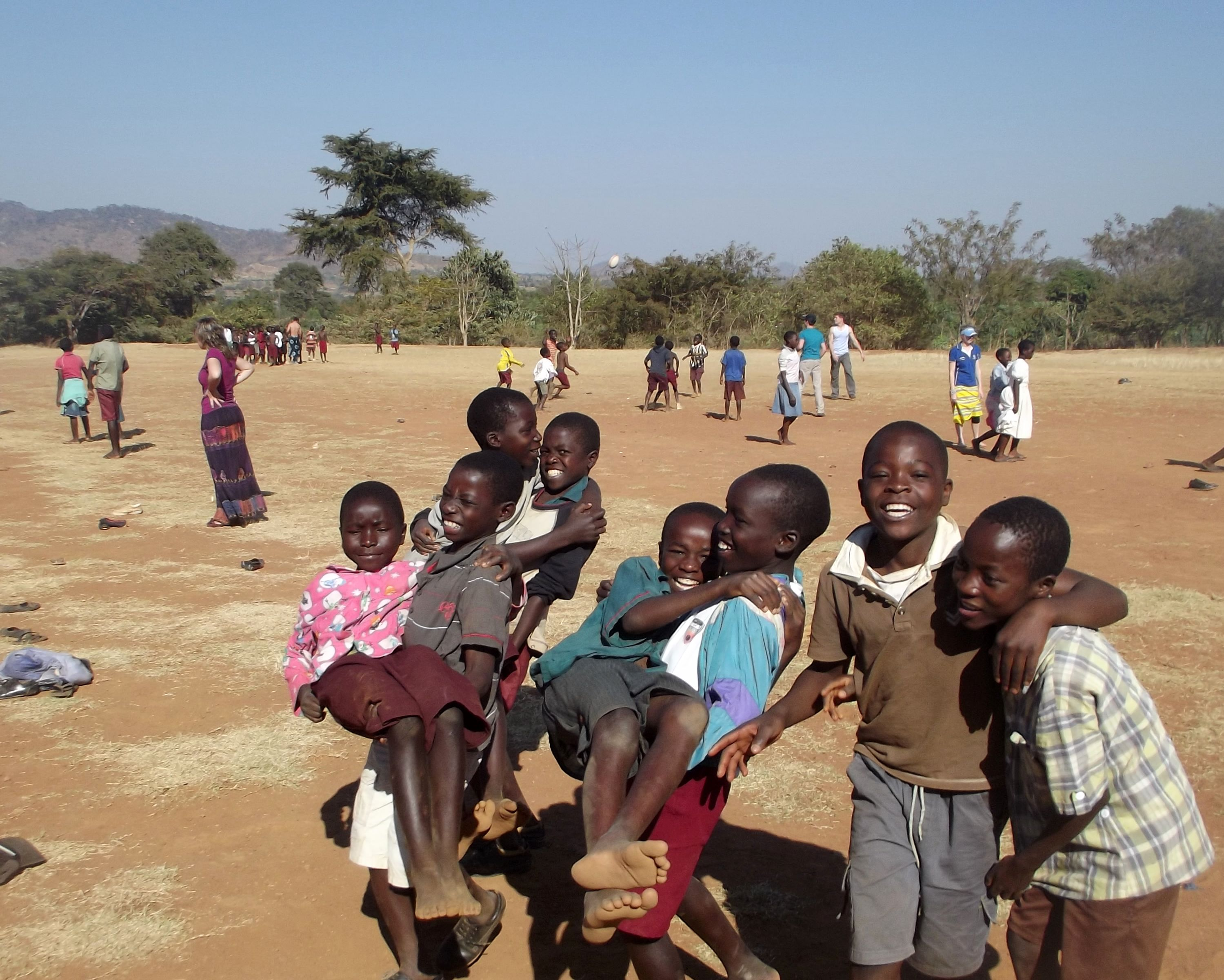
Enfants du Malawi jouant à The Floor is Lava.

Dans une version appelée le « Monstre de lave chaude », en anglais "Hot Lava Monster", habituellement jouée sur les terrains de jeu, les joueurs doivent rester sur le sol (sable, caoutchouc, copeaux de bois, etc.) et sur le matériel de jeu. Le joueur qui se fait passer pour le « monstre » peut marcher sur la « lave » et doit toucher ou attraper les autres joueurs. Dans certaines versions, le « monstre » n'est pas autorisé à toucher certains obstacles, telles que les plates-formes de bois ou ne peut pas toucher des objets d'une certaine couleur. Le « monstre » doit se déplacer grâce à des structures telles que le toboggan, des barres en métal, des cordes, etc au lieu de la plate-forme principale[réf. nécessaire].

## Buzz internet
Des vidéos sur Internet vers 2017 ont présenté ce jeu joué par des adultes, désigné en anglais par l'expression The Floor is Lava. Ce jeu a aussi inspiré un jeu vidéo,,,
Ce jeu a par la suite inspiré de nombreux mèmes reprenant le nom du jeu, généralement où l'on voit une personne située au-dessus du sol (par exemple lors d'un saut), "Lava" étant remplacé par une expression désignant une action qui n'a pas lieu.

## Anecdote
En utilisant la loi de Stefan–Boltzmann et en prenant la convection en compte, les scientifiques de l'université de Leicester ont calculé que le jeu ne serait pas jouable avec de la vraie lave. L'air au-dessus de la lave aurait une température trop élevée pour l'homme, l'empêchant de survivre plus de quelques secondes.